# Pico Duarte
Pico Duarte är en bergstopp i Dominikanska republiken. Den ligger i den centrala delen av landet, 120 km nordväst om huvudstaden Santo Domingo. Toppen på Pico Duarte är 3 087 meter över havet. Pico Duarte ingår i Cordillera Central.
Terrängen runt Pico Duarte är bergig norrut, men söderut är den kuperad. Runt Pico Duarte är det ganska tätbefolkat, med 72 invånare per kvadratkilometer. Det finns inga samhällen i närheten. I omgivningarna runt Pico Duarte växer huvudsakligen savannskog.